# Риков Олександр Володимирович
Олекса́ндр Володи́мирович Ри́ков (нар. 28 червня 1941, Горлівка, Донецька область) — український тренер з важкої атлетики. Заслужений тренер СРСР (1984), Заслужений тренер України (1980), Майстер спорту СРСР міжнародного класу. Почесний громадянин Чернігова (2008).

## Біографія
Народився 28 червня 1941 року в місті Горлівка Донецької області в родині гірника. У 17 років почав працювати в забої на шахті «Кочегарка». У вільний час займався важкою атлетикою, що допомогло йому під час служби в армії, де він неодноразово виступав на змаганнях.
У 1969 році після закінчення Київського інженерно-будівельного інституту був направлений на роботу до Чернігова. Випадкова зустріч у спортзалі з головою спортивного товариства «Авангард» Миколою Наком змінила його кар'єру, і він отримав пропозицію стати тренером з важкої атлетики.
Поєднуючи тренерську діяльність із виступами на змаганнях, Олександр Риков виконав норматив майстра спорту, а згодом став першим у Чернігові майстром спорту міжнародного класу серед спортсменів усіх дисциплін.
З 1985 року — старший тренер ДЮСШ «Атлет» Чернігівської обласної ради спортивного товариства профспілок «Україна».

## Тренерська діяльність
Першим значним успіхом Олександра Рикова як тренера стала перемога його вихованця Анатолія Антоніо на чемпіонаті СРСР у 1972 році, що стало першим таким досягненням для спортсменів Чернігівщини.
З 1976 року протягом майже 10 років працював тренером збірної команди СРСР з важкої атлетики, де тренував таких відомих атлетів, як Юрій Варданян, Василь Алексєєв, Анатолій Писаренко, Олександр Перевєєв, Сергій Аракелов та Оксен Мірзоян. Також був особистим тренером найтитулованішого важкоатлета того часу Василя Алексєєва.
Після допінгового скандалу з Анатолієм Писаренком та Олександром Курловичем у Канаді залишив посаду в збірній СРСР і повернувся до Чернігова, де зосередився на розвитку важкої атлетики в місті та заснуванні ДЮСШ «Атлет» на базі стадіону імені Гагаріна.
Олександр Риков є тренером першої в історії України олімпійської чемпіонки з важкої атлетики Наталії Скакун (Афіни, 2004), бронзової призерки Олімпійських ігор Наталії Давидової (Пекін, 2008) та чемпіонки Європи, учасниці Олімпійських ігор Віти Руденок.

## Спортивні досягнення
Як спортсмен, Олександр Риков двічі ставав бронзовим призером чемпіонатів України. Його результат 580 кілограмів у триборстві залишився четвертим в історії української важкої атлетики.

## Нагороди та звання
- Почесний громадянин Чернігова (2008)[2][5]
- Заслужений працівник фізичної культури і спорту України[2]
- Заслужений тренер України (1980)[1]
- Заслужений тренер СРСР (1984)[1]
- Майстер спорту СРСР міжнародного класу[2]
- Орден Андрія Первозванного III ступеня[2]